# 마테야 케주만
마테야 케주만(세르비아어: Матеја Кежман, Mateja Kežman, 1979년 4월 12일, 유고슬라비아 사회주의 연방공화국 제문 ~ )은 은퇴한 세르비아의 축구 선수이다. 포지션은 공격수였으며, 최전방에서 골을 넣는 스트라이커의 역할을 수행했다. 현재는 스포츠 에이전트로 활동 중이다. 사우스 차이나 FC에서 한국인선수 여지훈과 함께 뛰기도 했다(은퇴경기도 함께 뛰었다)

## 선수 경력

### 클럽 경력
케주만은 1998년 FK 파르티잔으로 이적하여 좋은 모습을 보인 뒤, 2000년 1050만 유로의 이적료로 네덜란드 에레디비시의 PSV 에인트호번으로 이적하였다. 그는 2001년과 2003년, 2004년에 걸쳐서 세 번의 리그 득점왕을 차지하였고, 2000-01 시즌과 2002-03 시즌 2번의 리그 우승에 공헌하였다. 그는 자신의 최고 전성기라고 불러도 손색이 없을 정도로 대단한 활약을 펼쳤고, 이러한 활약으로 인하여 프리미어리그, 세리에 A 등의 거대 클럽의 관심을 받게 되었다.
그는 2004년 여름 이적시장에서 530만 파운드의 이적료로 잉글랜드 프리미어리그 첼시 FC로 이적하였다. 그는 2004-05 시즌 리버풀 FC과의 풋볼 리그 컵 결승전에서 결승골을 기록하기도 하였지만, 큰 인상을 심어주지 못하며 결국 한 시즌 뒤인 2005년 여름 스페인 프리메라리가의 아틀레티코 마드리드로 이적하였다. 그는 페르난도 토레스와 투톱을 이루며 경기에 출장하였지만, 이곳에서도 많은 골을 넣지는 못하며 실망스러운 모습을 보였다. 다시 한 시즌 뒤 그는 터키 수페르리그의 페네르바체 SK로 이적하였고, 그 곳에서 두 시즌 동안 준수한 활약을 펼치며 자신의 기량을 재회복하는 발판으로 삼았다.
그는 2008년 8월 19일 여름 이적시장에서 400만 유로의 이적료로 리그 1의 파리 생제르맹 FC으로 1년 임대를 떠나게 되었고, 시즌이 끝난 뒤 파리 생제르맹 FC에서 100만 유로의 이적료를 추가로 지불하여 완전 이적에 성공하였다. 그는 2009년 8월 30일 러시아 프리미어리그의 FC 제니트 상트페테르부르크로 임대 이적하였고, 시즌이 끝난 뒤 복귀하였다. 2011년 1월 20일 사우스 차이나 AA에 입단했고, 계약 기간이 끝나자 8월 31일 FC BATE에 입단해 활약했다. 2012년 사우스 차이나 AA로 돌아와 그 곳에서 은퇴했다.

### 국가대표팀 경력
케주만은 2000년 3월 중국전에서 국가대표팀 데뷔전을 가졌다.
케주만은 2006년 FIFA 월드컵에서 네덜란드전에 출전하여 활약을 보였으나 아르헨티나전에서 세르비아 몬테네그로가 일방적인 0-6 패배를 당할 때 퇴장당했다. 그 뒤로 케주만은 국가대표팀에 선발되지 않았다.